# 重合開始剤
重合開始剤（じゅうごうかいしざい）とは、高分子を合成する重合反応を開始させるために加えられる化合物。単に 開始剤 とも。重合反応の種類によって適切な開始剤が使い分けられる。

## ラジカル重合
熱または光、酸化-還元によりラジカルを発生させる化合物が用いられる。ペルオキシドやアゾ化合物、トリエチルボランなど。

## イオン重合
アニオン重合の場合は n-ブチルリチウムなどの求核剤が、カチオン重合の場合はプロトン酸やルイス酸、ハロゲン分子、カルボカチオンなどの求電子剤が用いられる。